# Moriak
Moriak (ros. Моряк) – rosyjski żaglowiec szkolny o pomocniczym napędzie parowym, pływający w składzie floty wojennej Imperium Rosyjskiego i floty wojennej Białych w latach 1905-1930.
Statek został zbudowany jako bark pod nazwą „Wielka Księżna Ksenia Aleksandrowna”. Został wyposażony w maszynę parową, ale była ona słaba. Statek był przeznaczony do zadań szkoleniowych rosyjskiej floty wojennej na wodach Morza Kaspijskiego. Mógł zabierać na pokład maksymalnie 100 praktykantów. 24 września 1904 r. kadłub został zwodowany w stoczni Sormowo w Niżnym Nowogrodzie. Pierwszy rejs z kadetami rozpoczął się 15 czerwca 1905 r. W 1908 r. w stoczni w fińskim Turku miał miejsce remont statku. W 1910 r. zamierzano go sprzedać szkole floty handlowej w Odessie, ale nie doszło do tego. W 1914 r. statek przerobiono na barkentynę. Podczas odbywania rejsu dookoła świata do załogi dotarła informacja o wybuchu I wojny światowej. Zawrócono do Grecji do portu w Pireusie, gdzie statek przebywał do 1917 r. Pod koniec 1917 r. przejęli go Biali, zmieniając nazwę na „Swoboda”. Rozpoczęto przewożenie rosyjskich żołnierzy z frontu greckiego na południe Rosji, gdzie duża część z nich wstępowała do Armii Ochotniczej gen. Antona I. Denikina. W rejsach powrotnych zabierano różne towary do portów bułgarskich, tureckich i greckich. Po ewakuacji wojsk Białych z Krymu do Turcji w poł. listopada 1920 r., statek przepłynął do zatoki Złoty Róg w Bosforze. Wszedł tam w skład Rosyjskiej Eskadry, która przepłynęła pod koniec grudnia tego roku do francuskiej Bizerty. Większość marynarzy i maszynistów, wiedząc o opuszczeniu Rosji, opuściła wcześniej statek, dlatego załogę uzupełnili marynarze-kadeci morskiego korpusu kadetów z pancernika „Generał Aleksiejew” i krążownika pomocniczego „Ałmaz”. W lutym 1921 r. statek przemianowano na „Moriak” (pol. marynarz). Wykonywał on wprawdzie rejsy szkoleniowe z kadetami z odtworzonego morskiego korpusu kadetów, ale zgodnie z poleceniem władz francuskich w odległości do 10 mil od portu. Ostatnie wyjście w morze odbyło się 21 września tego roku. W grudniu statek przeniesiono do doku na remont. Na początku 1922 r. Francuzi postanowili zlikwidować do końca roku kompanie gardemarinów, w związku z czym statek utracił swoje znaczenie. Wprawdzie jeszcze do października 1924 r. zachowywał swój status statku szkolnego, ale miało to jedynie formalny charakter. W tym czasie wszystkie statki i okręty wojenne Rosyjskiej Eskadry w Bizercie przejęli Sowieci, którzy nawiązali stosunki dyplomatyczne z Francją. „Moriak” miał przepłynąć na Morze Czarne, ale ostatecznie władze francuskie nie zgodziły się na faktyczne oddanie rosyjskich okrętów. W tej sytuacji statek przebywał w Bizercie do 1930 r., kiedy oddano go na złom.